# MISCA
MISCA (fr. "Mission internationale de soutien à la Centrafrique sous conduite africaine" – Międzynarodowa Misja Wsparcia w Republice Środkowoafrykańskiej pod Dowództwem Sił Afrykańskich) – operacja wsparcia pokoju prowadzona przez Unię Afrykańską, w Republice Środkowoafrykańskiej podczas tamtejszej wojny domowej. Misja została autoryzowana rezolucją Rady Bezpieczeństwa ONZ nr 2127 z 5 grudnia 2013 roku i rozpoczęła się 19 grudnia 2013.

## Geneza
Pierwsze plany powołania misji stabilizacyjnej pod egidą ONZ pojawiły się po uchwaleniu rezolucji RB ONZ nr 2121 z 20 października 2013, w której wyrażono zaniepokojenie złym stanem bezpieczeństwa w kraju oraz powszechnym łamania praw człowieka w tym kraju oraz przestrzegano przed widmem ludobójstwa. Sytuacja w kraju w realiach politycznej transformacji po wojnie domowej i zamachu stanu z 24 marca 2013, była bardzo niestabilna, a koalicja muzułmańskich sił rebelianckich Séléka, która odsunęła od władzy wieloletniego prezydenta François Bozizé, rozpoczęła walki we własnych szeregach oraz z chrześcijańską milicją Antybalaka doprowadzając do kolejnej wojny domowej. W związku z totalnym chaosem w państwie, w którym uzbrojone oddziały partyzantów, rabusiów i lokalnych watażków dokonywały mordów, gwałtów i grabieży, w sierpniu 2013 ONZ uznała Republikę Środkowoafrykańską za państwo upadłe.
Na przełomie 2012/2013 powołano afrykańską misję stabilizacyjną FOMAC, w której udział brało 2500 mundurowych z Gabonu, Kamerunu, Konga i Czadu. 5 grudnia 2013 rezolucją nr 2127 RB ONZ autoryzowała misję sił afrykańskich i francuskich. Rezolucja ta także wzywała do poparcia porozumienia z Libreville z 18 stycznia 2013, który zainicjował tymczasowe zawieszenie broni w kraju, a także nakazywała Séléce i innym grupom zbrojnym rozbrojenie, demobilizację, repatriację, reintegrację wezwała do poparcia porozumienia Libreville, który zainicjował tymczasowe zawieszenie broni w kraju. Wezwał także do Sélékę i inne grupy zbrojny do złożenia broni, rozbrojenia, demobilizacji i reintegracji. Według tejże rezolucji, misja FOMAC przeszła 19 grudnia 2013 pod zarząd misji MISCA z możliwym rozszerzeniem jej do większej misji w ramach operacji wsparcia pokoju ONZ.
Według rezolucji nr 2127, MISCA ma liczyć 4,8 tys. żołnierzy (3,6 żołnierzy afrykańskich i 1,2 francuskich). W kolejnych dniach rezydent Francji François Hollande ogłosił plan wzmocnienia sił francuskich o kolejne 400 żołnierzy, a siły MISCA łącznie do 6 tys. żołnierzy w celu "rozbrojenia wszystkich bojówek i grup zbrojnych, które terroryzowały ludność".
10 kwietnia 2014 Rada Bezpieczeństwa ONZ jednomyślnie uchwaliła rezolucję nr 2149 przewidującą ustanowienie operacji pokojowej MINUSCA w Republice Środkowoafrykańskiej w liczbie 10 tysięcy żołnierzy i 1,8 tysiąca policjantów, która 15 września 2014 przejmie obowiązki obecnie działających w tym kraju afrykańskich sił pokojowych MISCA.